# سهله ورک زوده
سهله ورک زوده (انگلیسی: Sahle-Work Zewde؛ زادهٔ ۲۱ فوریهٔ ۱۹۵۰) دیپلمات اهل اتیوپی است. وی به‌عنوان اولین رئیس‌جمهور زن اتیوپی انتخاب شد. در تاریخ ۲۵ اکتبر ۲۰۱۸ مجمع پارلمانی فدرال اتیوپی به اتفاق آرا سهله ورک زوده را به رئیس‌جمهوری انتخاب کرد. سهله ورک زوده پیش از این نماینده ویژه آنتونیو گوترش دبیرکل سازمان ملل متحد و رئیس دفتر این سازمان در اتحادیه آفریقا بود.

## زندگی‌نامه و تحصیلات
سهله ورک زوده تحصیلات ابتدایی و متوسطه خود را در مدرسه لیسه گابر مریم در آدیس آبابا گذراند و پس از آن برای تحصیلات دانشگاهی در رشته علوم طبیعی به دانشگاه مونپلیه فرانسه رفت. او به زبان‌های امهری، زبان فرانسوی و زبان انگلیسی مسلط است.

## کابینه
در کابینه جدید اتیوپی برای اولین بار یک زن، عایشه محمد، به‌عنوان وزیر دفاع تعیین شده که در راس وزارتخانه جدید صلح مسئولیت نیروهای انتظامی و نهادهای اطلاعاتی داخلی را نیز برعهده خواهد داشت.

## پیشینه

### فعالیت‌های دیپلماتیک
سهله ازسال ۱۹۸۹ تا۱۹۹۳ به عنوان سفیر در سنگال مالی، کیپ ورد، گینه، گامبیا و گینه بیسائو و از۱۹۹۳–۲۰۰۲ سفیر جیبوتی و نماینده دائم هیئت توسعه بین‌دولتی (IGAD) بود.

### مناصب در سازمان ملل متحد
سهله ورک زوده تا سال ۲۰۱۱ به عنوان نماینده ویژه بان کی مون دبیرکل سازمان ملل متحد و رئیس دفتر ادغام صلح یکپارچه سازمان ملل متحد در جمهوری آفریقای مرکزی خدمت کرد.
در سال ۲۰۱۱، دبیرکل سازمان ملل سهله ورک زوده را به عنوان مدیر کل دفتر ملل متحد در نایروبی منصوب کرد.
در ژوئن ۲۰۱۸، آنتونیو گوترش دبیرکل سازمان ملل متحد وی را به عنوان نماینده ویژه خود در اتحادیه آفریقا و رئیس دفتر سازمان ملل متحد در اتحادیه آفریقا در سطح معاون دبیرکل سازمان ملل متحد منصوب کرد. او اولین زنی بود که این پست را بر عهده گرفت.

### ریاست‌جمهوری اتیوپی
در تاریخ ۲۵ اکتبر ۲۰۱۸ سهله ورک زوده رئیس‌جمهور شد و قانونگذاران اتیوپی برای اولین بار در تاریخ این کشور یک زن را به‌عنوان رئیس‌جمهور انتخاب کردند. او چهارمین رئیس‌جمهوری است که از زمان روی کار آمدن جبهه دمکراتیک انقلابی خلق اتیوپی قدرت را در دست می‌گیرد.